# ROCK Linux
ROCK Linux és una distribució Linux i un programari per desenvolupar una distribució Linux. Posseeix un LiveCD orientat per a la instal·lació d'una distribució d'escriptori. A més posseeix un repositori de paquets propi. Roman inactiu des de 2006.